# Cultura kemi oba
La cultura kemi oba, ca. 3700-2200 a. C., fue una cultura arqueológica situada en el noroeste del mar de Azov, en el curso inferior del río Bug y del río Dniéper y en Crimea. Era un componente de la más grande cultura yamna.
Su economía estaba basada tanto en la agricultura como en la cría de ganado. tuvo su alfarería propia distintiva, que se ha sugerido que fuera más refinada que la de sus vecinos.
La práctica inhumatoria era colocar a los cadáveres de lado con las rodillas flexionadas, en hoyos, cistas o tumbas bordeadas de madera culminadas con un kurgán. Son de particular interés las estelas de piedra grabada o menhires que también se han hallado en tumbas secundarias yamna.
Los objetos de metal eran importados de la cultura de maikop. Se han sugerido fuertes lazos con el adyacente y solapante grupo Mijaílovka inferior.
La cultura kemi oba es contemporánea y se solapa en parte con la cultura de las catacumbas.